# 이병홍
이병홍(李炳洪), 1891년 ~ 1955년 10월 17일)은 제2,3대 국회의원을 지낸 대한민국의 정치인이다. 제3대 국회의원 임기 중 사망했다.

## 약력
- 오성학교 졸업
- 경상남도 진주 3.1 운동 주도
- 대한민국 임시정부 참여
- 반민족행위특별조사위원회 제1조사부 위원장

## 역대 선거 결과
|  | 28.63% |

|  | 18.83% |

|  | 36.89% |